# Vesthimmerlands Gymnasium
Vesthimmerlands Gymnasium ligger i Aars, men samler, som navnet antyder, elever fra hele den vestlige del af Himmerland. Da det blev oprettet i 1960 var det det første sognekommunale gymnasium i Danmark. I begyndelsen foregik undervisningen i lejede lokaler på Aars Skole, men grundstenen til gymnasiets egen bygning blev lagt allerede året efter opstarten. I begyndelsen var gymnasiet én lang bygning af gule mursten, men i 1983 blev der tilføjet en stor tilbygning på den ene side af bygningen. Gymnasiets fællesområde (kaldet "badekarret") er udsmykket af Poul Gernes, mens Per Kirkeby har udsmykket store dele af resten af gymnasiet både udvendigt og indvendigt.
I dag er Vesthimmerlands Gymnasium en af Danmarks UNESCO-skoler, som deltager i et stort netværk med skoler i hele verden.

## Ledelse
Gymnasiets rektor er Jette Rygaard, som tiltrådte stillingen d. 1. feb. 2014, efter tidl. rektor Kirsten Holmgaards aftrædelse.
Ralf Michael Leimbeck bestrider posten som vicerektor, mens Mads Ilsøe og Solveig Uhrenholt Bigum er uddannelsesledere.

## Kendte studenter
- 1964: Martin Glerup, politiker
- 1993: Pernille Vigsø Bagge, teolog og politiker samt tidligere MF
- 1998: Per Krøldrup, fodboldspiller
- 1976: Erik A. Frandsen, kunstner
- 1998: Allan Otte, kunstner
- 1968: Knud Steffen Nielsen, digter og billedkunstner
- 1974: Allan Søgaard Larsen, tidligere koncernchef i Falck A/S* 1983: Kim Fausing, CEO for Danfoss
- 1974: Søren Birch, dirigent og komponist
- 1979: Peter Legård Nielsen, forfatter[1]
- 1993: Ali Salanti, professor på UCPH, CEO for VAR2Pharmceuticals og VARCT Diagnostics[2]
- 2012: Signe Gjessing, digter
- 2012: Karla Rosendahl, skuespiller ved Aalborg Teater og modtager af Reumert-pris for 'Årets kvindelige ensemblerolle' i 2023
- 1965: Henning Beck-Nielsen, tidligere professor ved Syddansk Universitet.[3]